# Liste der Nummer-eins-Hits in Kanada (1996)
Diese Liste enthält alle Nummer-eins-Hits in Kanada im Jahr 1996. Es gab in diesem Jahr 24 Nummer-eins-Singles.
| Singles | Alben |
| --- | ----- |
| - Alanis Morissette – Hand in My Pocket - 5 Wochen (4. Dezember 1995 – 7. Januar 1996) - Whitney Houston – Exhale (Shoop Shoop) - 2 Wochen (8. Januar – 21. Januar) - Mariah Carey feat. Boyz II Men – One Sweet Day - 2 Wochen (22. Januar – 4. Februar) - Joan Osborne – One of Us - 1 Woche (5. Februar – 11. Februar) - Hootie and the Blowfish – Time - 1 Woche (12. Februar – 18. Februar) - Everything but the Girl – Missing - 3 Wochen (19. Februar – 10. März) - Alanis Morissette – Ironic - 1 Woche (11. März – 17. März, insgesamt 7 Wochen) - Melissa Etheridge – I Want to Come Over - 1 Woche (18. März – 24. März) - Gin Blossoms – Follow You Down - 1 Woche (25. März – 31. März) - Alanis Morissette – Ironic (Re-Release) - 6 Wochen (1. April – 12. Mai, insgesamt 7 Wochen) - BoDeans – Closer to Free - 1 Woche (13. Mai – 19. Mai) - Mariah Carey – Always Be My Baby - 1 Woche (20. Mai – 26. Mai) - Hootie and the Blowfish – Old Man And Me - 3 Wochen (27. Mai – 16. Juni) - Tracy Chapman – Give Me One Reason - 1 Woche (17. Juni – 23. Juni) - The Tragically Hip – Ahead by a Century - 1 Woche (24. Juni – 30. Juni) - Alanis Morissette – You Learn - 1 Woche (1. Juli – 7. Juli) - The Tragically Hip – Ahead by a Century (Re-Release) - 1 Woche (8. Juli – 14. Juli) - Bryan Adams – The Only Thing That Looks Good on Me Is You - 1 Woche (15. Juli – 21. Juli) - Alanis Morissette – You Learn (Re-Release) - 2 Wochen (22. Juli – 3. August) - Eric Clapton – Change the World - 5 Wochen (4. August – 8. September) - John Mellencamp – Key West Intermezzo - 5 Wochen (9. September – 13. Oktober) - Bryan Adams – Let’s Make a Night to Remember - 2 Wochen (14. Oktober – 27. Oktober) - Céline Dion – It’s All Coming Back to Me Now - 2 Wochen (28. Oktober – 10. November) - Sheryl Crow – If It Makes You Happy - 1 Woche (11. November – 17. November) - Alanis Morissette – Head Over Feet - 8 Wochen (18. November 1996 – 12. Januar 1997) |       |